# Джунківський Олексій Васильович
Олексі́й Васи́льович Джункі́вський (3 серпня 1982 — 24 березня 2022) — український боксер найлегшої ваги, згодом — дитячий тренер з боксу.
Майстер спорту міжнародного класу.

## Життєпис
Народився 3 серпня 1982 року в смт Глевасі Київської області.
У 2005—2007 роках виборював срібні медалі першості України з боксу у найлегшій вазі. Входив до складу збірної України, у складі якої чотири рази ставав призером чемпіонатів світу серед військовослужбовців, а також брав участь у матчових зустрічах Україна — Росія, Україна — США та Україна — Куба.
Після завершення боксерської кар'єри працював тренером з боксу Ірпінської дитячо-юнацької спортивної школи. Серед його вихованців — чемпіон Європи серед школярів 2016 Олег Лагута та срібний призер чемпіонату Європи серед школярів 2015 Владислав Марчук.
24 березня 2022 року геройськи загинув, вийшов на зустріч окупантів, тим самим врятувавши десятки осіб, що ховалися у підсобному приміщенні, за що був розстріляний російськими окупантами біля тренувальної боксерської зали.

## Вшанування пам'яті
Пам'ять Олексія Джунківського була вшанована у виставці-фотопроєкті "Янголи спорту", яка відкрилася 14 жовтня 2022 року в київському артцентрі Павла Гудімова "Я Галерея" та була присвячена українським спортсменам та тренерам, які загинули від рук російських окупантів. 

## Дивіться також
- Список українських спортсменів, тренерів і функціонерів, що загинули під час Революції гідності чи внаслідок російської агресії в Україні